# خوتتش (ناحیه ییچین)
خوتتش (به چکی: Choteč) یک منطقهٔ مسکونی در جمهوری چک است که در شهرستان ییچین واقع شده‌است.